# De Dion-Bouton Type W

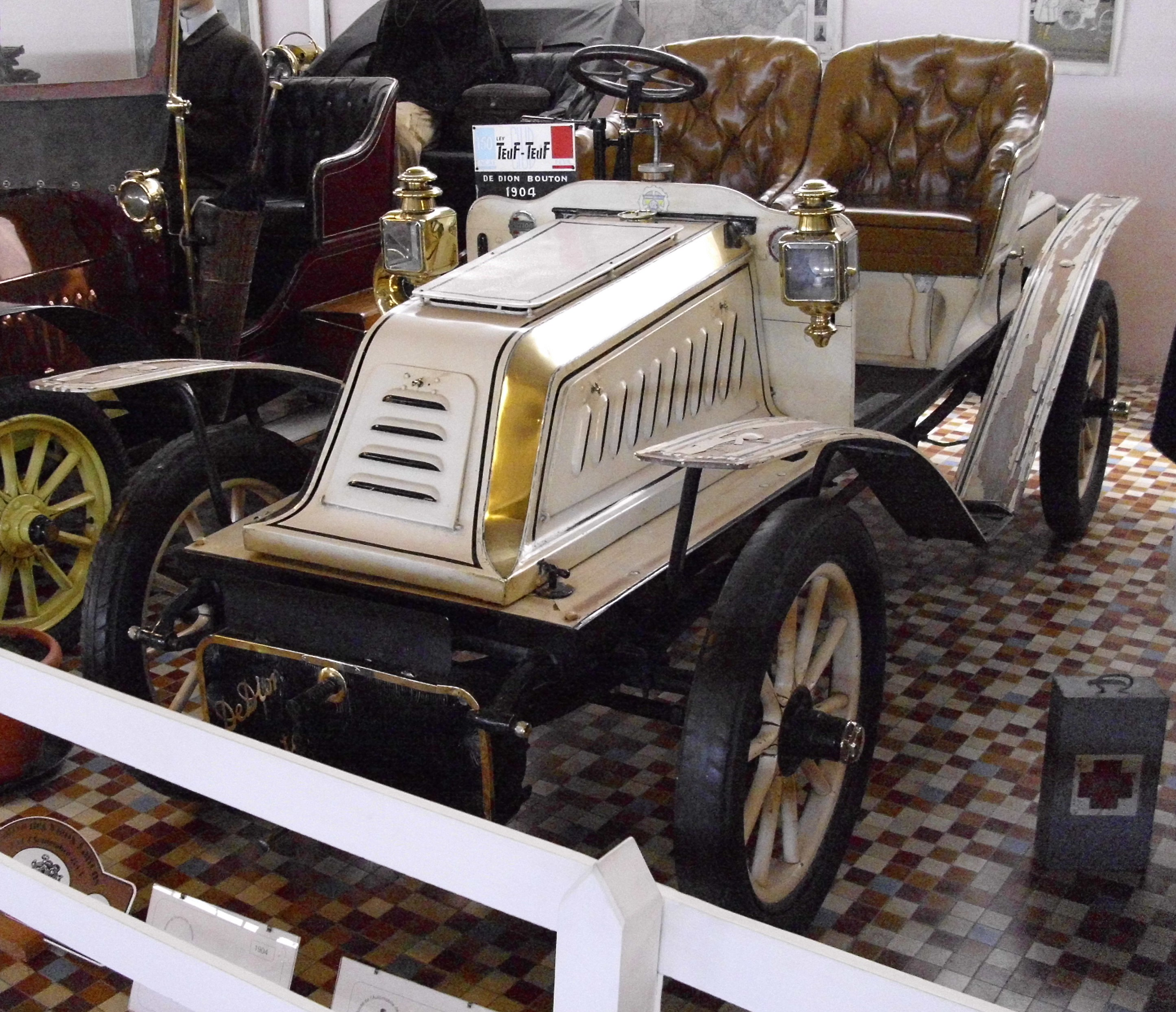
De Dion-Bouton Type W als Phaeton

Der De Dion-Bouton Type W ist ein Pkw-Modell aus der Anfangszeit des 20. Jahrhunderts. Hersteller war De Dion-Bouton aus Frankreich.

## Beschreibung
Die Zulassung durch die nationale Zulassungsbehörde erfolgte am 10. September 1903. Als erstes kleines Zweizylindermodell des Herstellers hat es keinen Vorgänger. Bereits am 14. Dezember 1903 erfolgte eine Überarbeitung am Motor.
Der Zweizylindermotor hat 90 mm Bohrung, 110 mm Hub, 1400 cm³ Hubraum, war damals in Frankreich mit 10 Cheval fiscal (Steuer-PS) eingestuft und leistet etwa genauso viel PS. Er ist vorne im Fahrgestell montiert und treibt über ein Dreiganggetriebe und eine Kardanwelle die Hinterräder an. Der Wasserkühler befindet sich unterhalb der Motorhaube vor der Vorderachse. Die Hinterachse ist eine De-Dion-Achse.
Die Basis bildet ein Rohrrahmen. Der Radstand beträgt 2000 mm, die Spurweite 1210 mm. Das Fahrgestell war 3350 mm lang und 1420 mm breit. Die Vorderräder haben zehn Speichen, die Hinterräder zwölf.
Bekannt sind Aufbauten als Phaeton und Tonneau.
Das Modell wurde bis 1904 produziert. Nachfolger wurde der Type AB, der am 6. Juli 1905 seine Zulassung erhielt.